# Симфонія № 3 (Прокоф'єв)
Симфонія № 3, до мінор, тв. 44  — симфонія Сергія Прокоф'єва, написана у 1928 році. Вперше виконана у Парижі 17 травня 1929 року
Музика цієї симфонії взята з опери «Вогняний янгол» («рос. Огненный Ангел»), написаної у 1927 році. Цю оперу планувалося поставити в Берлінській опері, однак цей проєкт не був зреалізований і, власне. сама опера при житті автора так і не була поставлена. Прокоф'єву не хотілося залишати музичний матеріал невиконаним і невдовзі після концертної прем'єри другої дії опери (диригував С.Кусевицький) він адаптує матеріал опери до симфонічного жанру.
Симфонія складається з 4-х частин загальною тривалістю до 35 хвилин:
1. Moderato
2. Andante
3. Allegro agitato — Allegretto
4. Andante mosso — Allegro moderato

Симфонія написана для великого симфонічного оркестру (потрійний склад духових)